# Monika Mann
Monika Mann (* 7. Juni 1910 in München; † 17. März 1992 in Leverkusen) war eine deutsche Schriftstellerin.

## Leben

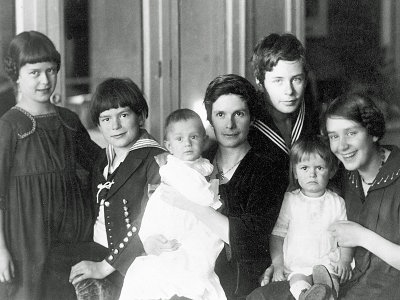
Monika Mann (erste von links) mit ihren Geschwistern (von links nach rechts: Golo, Michael, Klaus, Elisabeth und Erika) und ihrer Mutter Katia, 1919.

Die Tochter von Katia und Thomas Mann gilt neben Golo und Michael als eines der ungeliebten Kinder der Familie Mann. Thomas Mann bekannte in seinen Tagebuchaufzeichnungen freimütig, dass er „von den Sechsen drei, die beiden Ältesten (Klaus und Erika) und Elisabethchen, mit seltsamer Entschiedenheit bevorzuge.“ Ihre Mutter schrieb im August 1939 über Monika – sie hatte fünf Monate zuvor Jenő Lányi geheiratet – an ihren Sohn Klaus: „Ich bin fest entschlossen, in meinem Leben kein unfreundliches Wort mehr über sie zu sagen, und mich nett und hilfreich zu verhalten.“ In den Aufzeichnungen und Briefen ihrer Familie wurde sie oft als seltsam und wunderlich beschrieben: „Sie ist nach dreiwöchigen Aufenthalt hier [im Elternhaus], doch ganz das alte, dumpf-wunderliche Mönle, völlig unbeschäftigt, die Speisekammer bemausend“. Innerhalb der Familie wurde Monika Mann „Mönle“ genannt.
Nach dem Schulbesuch, zuletzt auf Schloss Salem, absolvierte sie in Lausanne eine Ausbildung zur Pianistin und studierte Musik und Kunstgeschichte in Florenz. Sie emigrierte mit ihrer Familie, welche Verfolgung durch die Nationalsozialisten zu gewärtigen hatte, 1933 über Frankreich in die Schweiz. 1934 absolvierte sie in Florenz ein privates Klavierstudium bei dem Komponisten Luigi Dallapiccola. Dort lernte sie ihren späteren Ehemann kennen, den ungarisch-jüdischen Kunsthistoriker Jenö Lányi (1902–1940). 1938 verließ das Paar Italien Richtung London, wo es im März 1939 heiratete. Nach Bombenangriffen der Wehrmacht auf London entschlossen die Lányis sich erneut zur Emigration. Bei der Überfahrt von Liverpool nach Kanada im September 1940 mit dem britischen Schiff City of Benares wurde dieses von einem deutschen Unterseeboot torpediert und sank. Ihr Mann ertrank, während Monika Mann das Unglück überlebte. Nach eigener Aussage hörte sie ihn noch dreimal nach ihr rufen. Sie selbst trieb 20 Stunden lang in einem Rettungsboot im Ozean, bis ein englisches Kriegsschiff die wenigen Überlebenden aufnahm und nach Schottland brachte. Nach einer weiteren Schiffsfahrt auf der Cameronia erreichte sie am 28. Oktober 1940 den Hafen von New York City, wo sie von ihrer Mutter erwartet wurde; ihr Vater war nicht dabei. Sie verbrachte die nächsten Jahre in den Vereinigten Staaten bei ihrer Familie und zog 1942 dann allein nach New York City. Von 1944 bis 1945 hatte sie mit Unterbrechungen eine gemeinsame Wohnung mit Kadidja Wedekind.
1947 begann sie, zum Unmut ihres Vaters, der nicht an ihre schriftstellerische Begabung glaubte, ihr Schreiben zu professionalisieren. Und ihre Mutter äußerte 1949 in einem weiteren Brief an Klaus Mann: „Man mag ihr diese letzte Lebenslüge nicht nehmen, andererseits, wenn sie sich darauf versteift und ihre halb begabten, geschmacksunsicheren, danebengehenden Produkte unter Beihilfe ihres Namens veröffentlicht, was durchaus denkbar ist, so ist es einem auch wieder nicht recht.“ Bei diesem vernichtenden Urteil, das Katia Mann Mitte der 1950er Jahre in „eigenartige schriftstellerische Begabung“ abwandelte, spielte sicher die Sorge mit, dass Familieninterna an die Öffentlichkeit gelangen könnten. Vermutlich missfiel den Eltern auch der zuweilen respektlose Tonfall, in dem sich Monika Mann über ihre Angehörigen äußerte; beispielsweise sagte sie in einem Interview, ihr Bruder Michael habe sich „leider totgesoffen“, und ihre Schwester Elisabeth Mann Borgese werfe „all’ ihr Geld in den Ozean“.
1948 erlitt Monika Mann eine psychische Krise und wurde von ihrer Schwägerin Gret Moser auf Veranlassung der Eltern in den Ananda Ashram in La Crescenta bei Los Angeles gebracht. Dort blieb sie wenige Tage, bis sie bei Freunden Zuflucht fand.
Monika Mann erhielt im Juni 1952 die amerikanische Staatsbürgerschaft. Sie kehrte im September nach Europa zurück und wohnte nach einem mehrmonatigen Aufenthalt in Bordighera in Rom. Sie schrieb 1955 die Autobiografie Vergangenes und Gegenwärtiges, in der sie sich dann tatsächlich insbesondere über Thomas Mann kritisch äußerte. Während der Aufzeichnungen starb ihr Vater, sie versah diesen Zeitpunkt mit einem † im Manuskript. „Der Tod meines Vaters steht mir noch zu nah, als daß ich viel über ihn aussagen wollte. Eines nur – seine Gegenwart war stark. Seine Abwesenheit war stark. Aber seine Abwesenheit ist voller Gegenwart. Und war seine Gegenwart nicht auch voll Abwesenheit?“ Das Buch wurde 1956 zeitgleich mit Erika Manns Das letzte Jahr. Bericht über meinen Vater veröffentlicht. Beide Bücher wurden in der Oktoberausgabe der Zeitschrift Merkur positiv besprochen, wobei Monika Manns Buch „einen persönlichen Anspruch erhebe“. Katia Mann ließ den Rezensenten daraufhin wissen: „als Quellenwerk dürfen künftige Literaturhistoriker das kleine Buch nicht betrachten“. Ihrer Meinung nach wirke es „anstößig“ und sei gegenüber Thomas Mann „entschieden unzulässig“, zudem „von allen sechs Kindern stand sie ihm am fernsten“. Erika Mann, die es sich nach dem Tod des Vaters zur Aufgabe gemacht hatte, über das literarische Ansehen ihrer Familie zu wachen, äußerte: „Und die Atemlosigkeit, mit der gleich zwei von T. M.s Töchtern Nutzen zu ziehen suchen aus diesem Tode, – auch sie wird man kommentieren. Die Lektüre freilich müsste erweisen, wer hier legitimiert war.“ Bei dieser Einschätzung ließen beide jedoch außer Acht, dass es sich um ein autobiografisches Werk handelte, also die Sicht der Autorin wiedergibt, was eine rein sachliche Darstellung des Vaters ausschließt.
Monika Mann lebte ab Ende 1954 auf Capri in Italien viele Jahre mit dem Fischer Antonio Spadaro zusammen, dem sie auch ihr Buch widmete. Neben Vergangenes und Gegenwärtiges schrieb sie einige weitere Bücher, ansonsten verfasste sie überwiegend gedichtähnliche Kurztexte; einer der bekanntesten ist Der Vater. 1958 nahm sie wieder die deutsche Staatsangehörigkeit an.

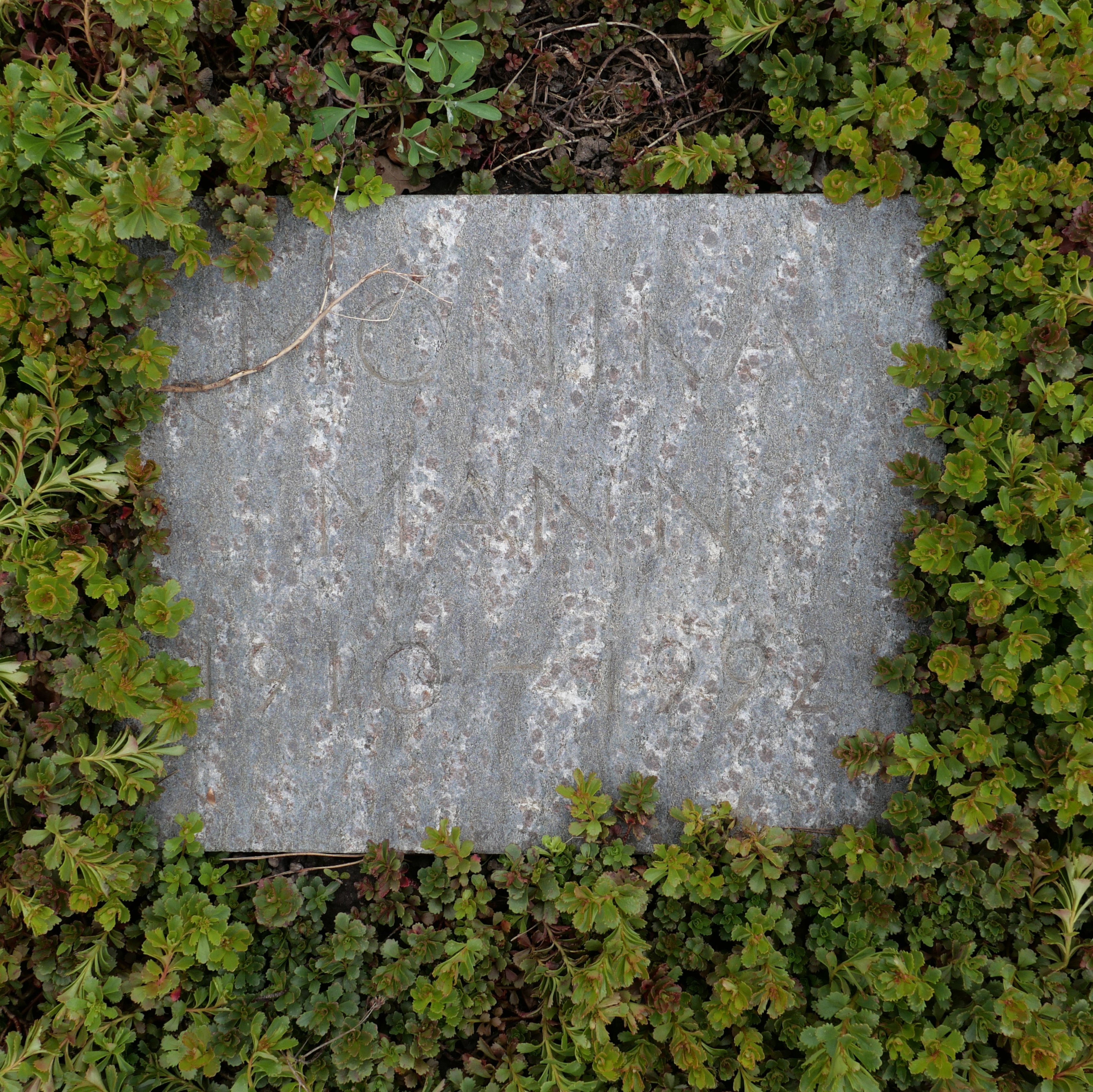
Monika Manns Grab in Kilchberg

Im Jahr 1986, nach dem Tod ihres Partners am 13. Dezember 1985, musste sie sein Haus, die Villa Monacone, verlassen. Sie hatte bereits früher angekündigt, in diesem Fall ins ehemalige Kilchberger Elternhaus zu ihrem Bruder Golo Mann zu ziehen, und hatte sich daher auch stets geweigert, ihm ihren Besitzanteil an dem Haus zu verkaufen. Golo Mann hatte sich immer vor dem Einzug seiner Schwester gefürchtet. Das Zusammenleben der psychisch eher labilen Geschwister funktionierte nicht, so dass Monika Mann nach Zürich übersiedelte. „Als ich merkte, dass es nicht ging, bin ich eben noch einmal gegangen“, kommentierte sie ihren Auszug.
Ende der 1980er Jahre wurde sie im Haus von Ingrid Beck-Mann, der Witwe des Adoptivsohns von Golo Mann, Hans Beck-Mann, in Leverkusen aufgenommen, wo sie auch starb. Monika Mann wurde im Familiengrab in Kilchberg beigesetzt.

## Werke (Auswahl)
- Vergangenes und Gegenwärtiges. Erinnerungen. Kindler, München 1956; Rowohlt, Reinbek 2001, ISBN 3-499-23087-9.
- Der Start. Ein Tagebuch. Steinklopfer-Verlag, Fürstenfeldbruck 1960.
- Tupfen im All. Hegner, Köln / Olten 1963.
- Wunder der Kindheit. Bilder und Impressionen. Hegner, Köln / Olten 1966.
- Der letzte Häftling. Eine wahre Legende in onore eines (letzten) Komponisten. Lemke, Lohhof 1967.
- Das fahrende Haus. Aus dem Leben einer Weltbürgerin. Hrsg. und mit einem Nachwort von Karin Andert. Rowohlt, Reinbek 2007, ISBN 978-3-49924513-8 (Interviews, Texte und Briefe).